# Kaštanovníky ve střelnici
Kaštanovníky ve střelnici je skupina tří památných stromů kaštanovníků setých (Castanea sativa) v Chomutově v Ústeckém kraji.
Rostou v Mostecké pánvi v nadmořské výšce 360 m v areálu střelnice na parcele číslo 4991/1.

## Základní údaje
Obvody kmenů měří 389, 226 a 347 cm, koruny stromů dosahují do výšky 19, 18 a 16 metrů (měření 2009). V roce 2009 bylo stáří stromů odhadováno na 200 let.
Stromy jsou chráněné od roku 2000 jako dendrologicky cenné taxony, stromy významné stářím a vzrůstem.

## Stromy v okolí
- Dub u střelnice
- Chomutovská kaštanka
- Platany u SPŠ v Chomutově